# Ilja Szatrow
Ilja Aleksiejewicz Szatrow (ros. Илья Алексеевич Шатров, ur. 1 kwietnia 1879, według innych źródeł 1885, w  miasteczku Zemlianskie, zm. 2 maja 1952 w Tambowie) – rosyjski kompozytor i dyrygent orkiestr wojskowych, autor słynnego walca Na wzgórzach Mandżurii. 

## Życiorys
Ilja Aleksiejewicz Szatrow urodził się w 1885 roku w niewielkim miasteczku Zemlianskie w Guberni Woroneskiej w rodzinie niższego rangą oficera. Muzyczne zainteresowania przejawiał już w dzieciństwie. Sam jako chłopiec nauczył się grać na harmonii i bałałajce. Naczelnik jednostki wojskowej, chcąc pomóc utalentowanemu chłopcu, zarekomendował go kierownictwu muzycznemu gwardyjskiego pułku piechoty. Bardzo szybko nauczył się tam grać na rozmaitych instrumentach stosowanych w orkiestrach wojskowych. Jako jeden z najzdolniejszych skierowany został na studia muzyczne do Konserwatorium Warszawskiego. Po zdaniu odpowiednich egzaminów uzyskał prawo używania tytułu kapelmistrza wojskowego.
Po ukończeniu studiów muzycznych służył jako podporucznik w Mokszańskim Batalionie Piechoty stacjonującym w Jekaterynburgu na Uralu. Kierowana przez Szatrowa orkiestra wojskowa stała się wkrótce znana nie tylko w lokalnych jednostkach wojskowych, ale także w całym mieście.
Na początku 1905 roku w związku z wybuchem wojny rosyjsko-japońskiej Mokszański Batalion Piechoty, w którym służył Szatrow, rozwinięty został w pułk, a następnie skierowano go na front do Mandżurii. W lutym 1905 roku uczestniczył w krwawej, przegranej przez Rosjan, decydującej o przebiegu wojny bitwie pod Mukdenem. Za udział w bitwie Szatrow odznaczony został Orderem Św. Stanisława III klasy z mieczami.
Swoim poległym towarzyszom broni zadedykował Szatrow skomponowany przez siebie melancholijny walc Na wzgórzach Mandżurii napisany do słów Stiepana Pietrowa. Walc, wkrótce po prawykonaniu w 1907 roku, a następnie opublikowaniu jego nut, stał się znany nie tylko w Rosji, ale i poza jej granicami. Stał się światowym przebojem, a zarazem jednym z najbardziej znanych walców rosyjskich. Wkrótce potem Szatrow skomponował jeszcze walc Letnie burze, który również cieszył się wielką popularnością, a w roku 1910 kompozycję Nastała jesień.
Po rewolucji bolszewickiej Szatrow kierował, po awansie do stopniu majora radzieckimi orkiestrami wojskowymi. Odznaczany był kilkakrotnie sowieckimi odznaczeniami wojskowymi. Zmarł w Tambowie w roku 1952.

## Kompozycje
- Na wzgórzach Mandżurii (tytuł oryginalny: На сопках Маньчжурии) (1907 r.) - walc na orkiestrę dętą, obecnie wykonywany jako walc koncertowy w instrumentacji symfonicznej
- Letnie burze (tytuł oryginalny: Дачные грёзы) - walc
- Nastała jesień (tytuł oryginalny: Осень настала ) (1910 r.)